# Trefoldighed (Schiff, 1642)
Die Trefoldighed war ein Kriegsschiff vierten Ranges der dänisch-norwegischen Marine im 17. Jahrhundert. Sie diente König Christian IV. von Dänemark und Norwegen als Flaggschiff während des Schwedisch-Dänischen Kriegs 1643–1645.

## Bau und technische Daten
Das Schiff wurde 1642 auf der im Besitz von Gabriel Marselis befindlichen Werft in Neustadt in Holstein gebaut. Es war im Batteriedeck 44,57 m lang und 11,30 m breit und hatte achtern 5,02 m Tiefgang. Die Angaben zu Bewaffnung und Besatzung sind unterschiedlich und beides dürfte im Laufe der Jahre verändert worden sein. 1642 werden vier 36-Pfünder, 18 24-Pfünder und 22 12-Pfünder genannt, was ein Breitseitengewicht von 840 Pfund ergibt. 1643 werden 48 Kanonen genannt. Die Besatzung zählte mindestens 265 Mann.

## Geschichte
Die Trefoldighed war Flaggschiff König Christians IV. bei der Seeschlacht im Lister Tief am 16. Mai 1644 und bei der Seeschlacht auf der Kolberger Heide am 1. Juli 1644, bei der Christian das Dritte Geschwader befehligte und ein Auge verlor. Das Ereignis wurde später in der dänischen Königshymne Kong Kristian stod ved højen mast literarisch verarbeitet. 
Das Schiff wurde 1657 teilweise abgebrochen und zum Bau des Nachfolgeschiffs, des Kriegsschiffs dritten Ranges Trefoldighed, verwendet.